# Helena Nassau
Helena Wilhelmina Henrietta Nassau-Weilburg (ur. 12 sierpnia 1831 Wiesbaden, zm. 27 października 1888 Bad Arolsen) – księżniczka Nassau Wielburg, księżna Waldeck-Pyrmont.
Córka księcia Wilhelma I Nassau i jego drugiej żony Pauliny Wirtemberskiej. Jej dziadkami byli: Fryderyk Wilhelm Nassau i Luiza Isabella Kirchberg oraz Paweł Wirtemberski i Charlotta Sachsen—Hildburghausen.
26 września 1853 roku wyszła za mąż za księcia Jerzego Wiktora Waldeck-Pyrmont (1831-1893). Para miała siedmioro dzieci:
- Zofia (1854-1869)
- Paulina (1855-1925), żona księcia Aleksa Bentheim-Steinfurt
- Maria (1857-1882), żona króla Wilhelma II Wirtemberskiego
- Emma (1858-1934), żona króla Wilhelma III Holenderskiego
- Helena (1861-1922), żona księcia Albany Leopolda Koburga
- Fryderyk (1865-1946), książę Waldeck-Pyrmont
- Luiza (1873-1961), żona księcia Aleksandra Erbach-Schönberg